# Bagan Siapi-api
Bagan Siapi-api (Bagansiapiapi) – miasto w Indonezji na wschodnim wybrzeżu Sumatry w prowincji Riau. 
Leży u ujścia rzeki Rokan do cieśniny Malakka; 32 tys. mieszkańców (2003); większość ludności stanowią Chińczycy. 
Jeden z największych portów rybackich na świecie; przemysł rybny; port morski (wywóz kauczuku, kopry, ryb, krewetek).